# Фил Јагјелка
Филип Никодем Јагјелка (енгл. Philip Nikodem Jagielka; 17. август 1982) енглески је фудбалер који игра у одбрани на позицији централног бека и наступа за Шефилд јунајтед.